# ヌエボ・ラレド
ヌエボ・ラレド （Nuevo Laredo）は、メキシコ北東部、タマウリパス州に位置する都市。

## 概要
アメリカ=メキシコ国境に接している。人口は37万3725人（2010年）であるが、リオ・グランデ川をはさんで反対側にはアメリカ側の都市ラレド (テキサス州)があり、半ばツインシティを形成しているため経済圏としては人口数以上に大きいことが特徴。二国間貿易の物流拠点として成長を続けてきたが、2000年代に入るとメキシコ麻薬戦争のあおりで治安が悪化しつつある。2005年には治安悪化を理由に市内に存在するアメリカ領事館が閉鎖寸前となる騒ぎも起こった。2012年には地元紙El Manana社にグレネードランチャーが打ち込まれたことから、同社は麻薬報道を断念することを社説で宣言している。

## 交通
- 貨物鉄道: カンザス・シティ・サザン・ド・メキシコ（アメリカのカンザス・シティ・サザン鉄道の子会社）
- 飛行場: ケツァルコアトル国際空港
- 高速道路: カレテーラ・ナショナル（国境からメキシコシティに至る）